# Російсько-український кордон
Кордон між Україною та РФ має довжину 2295 км і простягається від Чорного моря (22,5 км), через Керченську протоку (49 км) до Азовського моря, далі — північного узбережжя Азовського моря й до потрійного стику з Республікою Білорусь на півночі. Суходолом він має довжину 1974 км, морем — 321 км. Кордон є найдовшим у Європі.
Кордон існує формально з моменту набуття незалежності України 24 серпня 1991 від Радянського Союзу, і успадкував своє розташування від кордону між УРСР та РРФСР.

## Демаркаційна лінія між Українською Державою та РСФРР 1918

Мапа територіальних претензій УСРР.

Встановлена за угодою між українськими та німецькими військами, з одного боку, і військами РСФРР — з іншого, укладеною в травні 1918 за результатами переговорів у містечку Коренево (нині селище міського типу Курської області, РФ), Конотопі й Курську (нині місто у РФ). Проходила через населені пункти: Сураж — Унеча — Стародуб (нині усі міста Брянської області, РФ) — Новгород-Сіверський — Глухів — Рильськ — Суджа (нині обидва міста Курської обл., РФ) — Куп'янськ. Це була нейтральна зона (див. «Нейтральна зона») шириною 10–40 км, обмежена лінією розташування українських та російських сторін. Заборонялося: вступ до цієї зони й перехід через неї військових частин, патрулів, реквізиція тут продовольчих запасів тощо.
Питання про остаточне визначення демаркаційної лінії вздовж усього українсько-російського кордону розглядалося на українсько-російських мирних переговорах (травень-жовтень 1918), але вирішено не було. Лінію було одноосібно ліквідовано 24 листопада 1918 циркуляром Наркомату закордонних справ РСФРР: у циркулярі констатувалося, що внаслідок анулювання Брестського мирного договору РСФРР з державами Четверного союзу 3 березня 1918 Радянська Росія більше не визнає Україну самостійною державою

## Сучасність
Лінія кордону України та Росії на суходолі визначена двостороннім договором цих держав від 28 січня 2003 року.

### Російсько-українська війна
20 березня 2014 року Росія закрила всі пункти пропуску для жителів прикордоння, окрім Олександрівки та Журавлівки.
23 квітня 2014 року на Сумщині прорито перші 20 км протитанкового рову, планувалося ще 200 км.
5 червня 2014 року було закрито вісім пунктів пропуску на кордоні з Росією.
3 вересня 2014 року на засіданні Кабміну Прем'єр-міністром було запропоновано зведення проєкту «Стіна», котрий має зробити кордон із Росією надійно захищеним лінією оборонних фортифікацій.
20 лютого 2015 року Кабмін розпорядився закрити 23 пункту на кордоні з Росією.
У травні 2015 року повідомлялося, що Росія вздовж кордону з Україною у Ростовській області, на той час утримуваним проросійськими бойовиками, викопала близько 100 км ровів і звела понад 40 км огорожі. Появу паркану на раніше нерозміченій ділянці кордону в районі контрольно-пропускного пункту Північний біля міста Сорокине повідомлялося у вересні цього ж року.
Станом на вересень 2016 року працює 31 пункт пропуску на кордоні з Російською Федерацією.
27 грудня 2017 року, спочатку у тестовому режимі, а з 1 січня 2018 року — запроваджено біометричний контроль.
Станом на 2018 рік, Росія встановила 100 км паркану із 400 км російсько-українського, який на той час контролювався проросійськими бойовиками.
24 лютого 2022 року о 5 годині ранку за київським часом російська армія почала артилерійський обстріл українських прикордонних застав та прориви військової техніки на всіх контрольованих Україною ділянках сухопутного кордону.